# گیرنده اینوزیتول تریس فسفات

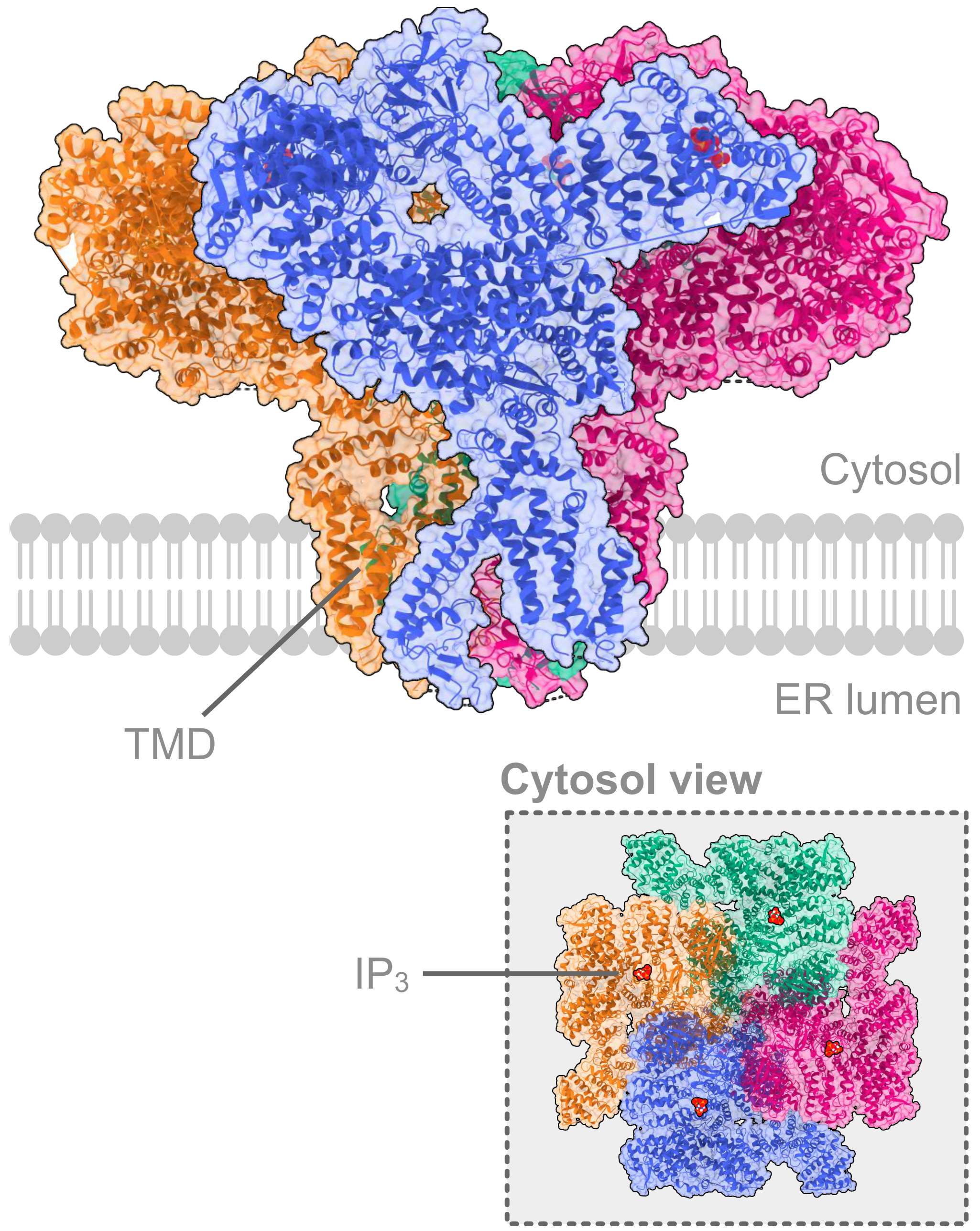
ساختار کریستالی گیرنده اینوزیتول تری فسفات نوع 3 انسانی یا ITPR3. این تصویر ساختار فضایی ترایمری پروتئین را که در غشا تعبیه شده است نشان می دهد.

گیرنده اینوزیتول تریس فسفات (IP3R) یک کمپلکس گلیکوپروتئینی غشائی است که با فعال شدنش توسط اینوزیتول تریس فسفات (IP3) به عنوان یک کانال کلسیمی عمل می کند. این گیرنده در میان ارگانیسم های مختلف بسیار متنوع است و حضورش برای کنترل فرآیندهای سلولی و فیزیولوژیکی گوناگونی از قبیل تقسیم سلولی، تکثیر سلولی، آپوپوتوز، لقاح، تکوین، رفتار، یادگیری و حافظه ضروری می باشد. گیرنده اینوزیتول تری فسفات تحت تاثیر یکی از پیامرسان های ثانویه غالب (IP3) موجب آزادسازی یون های کلسیم از جایگاه های ذخیره درون سلولی می شود. شواهد محکمی پیشنهاد می دهند که IP3R نقش مهمی را در تبدیل محرک های خارج سلولی به سیگنال های کلسیمی داخل سلولی ایفا می کند.

## کشف
گیرنده IP3 برای اولین بار توسط دو عصب پژوه با نام های Surachai Supattapone و Solomon Snyder از مخچه موش صحرایی در دانشکده پزشکی دانشگاه جان هاپکینز خالص سازی و جداسازی شد.
cDNA گیرنده اینوزیتول تری فسفات اولین بار در آزمایشگاه پروفسور Katsuhiko Mikoshiba کلون شد. توالی یابی اولیه آن به عنوان یک پروتئین ناشناخته و غنی در مخچه تحت عنوان P400 گزارش شد. اندازه بزرگ ORF این ژن که نشان دهنده وزن مولکولی مشابهش با پروتئین از قبل خالص سازی شده بود، تایید نمود که پروتئین P400 در اصل همان گیرنده اینوزیتول تریس فسفات است.

## توزیع
با اینکه این گیرنده توزیع بافتی وسیعی دارد، به طور ویژه در بافت مخچه به فراوانی یافت می شود. بیشتر گیرنده های اینوزیتول تری فسفات، در غشا شبکه آندوپلاسمی مشاهده می شوند.

## ساختار
چندین تصویر کریستالوگرافی اشعه ایکس و تصاویر کرایومیکروسکوپی از IP3R موش، رت و انسان، ساختار کلی این کانال را مشخص کردند. این پروتئین ساختاری با وزن 1.2 مگادالتون حاوی یک دامین عرض غشائی تعبیه شده در ER با نام TMD که به نوعی حاوی 6 کانال کاتیونی عرض غشائی می باشد و توسط یک دامین سیتوزولی بسیار بزرگ محصور شده است. گیرنده اینوزیتول تری فسفات همولوژی ساختاری نزدیکی با گیرنده های ریانودین دارد. دامین سیتوزولیک یا CD این گیرنده حاوی تمامی جایگاه های اتصال لیگاند شناخته شده؛ نظیر جایگاه اتصال IP3، دو جایگاه اتصال یون کلسیم، یک جایگاه اتصال آدنین نوکلئوتید و یک موتیف zinc finger C2H2 می باشد.